# Ше, Доминик
Домини́к Ше (фр. Dominique Chaix; 1730—1799) — французский ботаник и священник.

## Биография
Доминик Ше родился 8 июня 1730 года в коммуне Рабу на юго-востоке Франции. С 1746 года учился в иезуитской школе в Гренобле. В 1755 году Доминик стал викарием в Гапе. В 1758 году он был назначен пастором Бо, небольшой деревни близ Ла-Рош-дез-Арно. В свободное время Ше занимался изучением флоры региона, выращивал растения в ботаническом саду, затем уже с них делал гербарные образцы. В 1765 году Ше, проповедовав в других деревнях, познакомился с Домиником Вийяром. Вийяр и Ше вместе исследовали флору окрестностей Гапа. Они существенно расширили коллекцию растений ботанического сада при церкви в Бо.
В 1771 году Вийяр стал преподавать в школе хирургии в Гренобле. В последующие 27 лет Ше написал ему более 170 писем.
21 июля 1799 года Доминик Ше скончался.
При жизни Ше самостоятельно не издал ни одной публикации, однако его описания неоднократно использовал в своих работах Вийяр. Впоследствии Вийяр издал несколько работ по рукописям Доминика Ше.

## Роды растений, названные в честь Д. Ше
- Chaixia Lapeyr., 1818, nom. rej. [syn.  Ramonda Pers., 1805, nom. cons.]